# Radar de tráfico

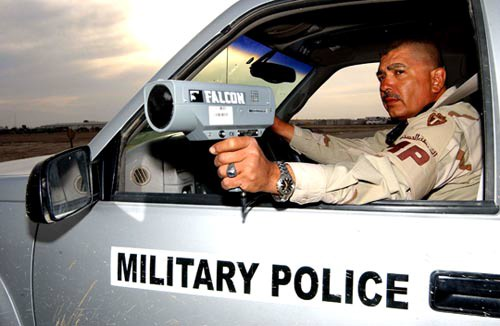
Radar de pistola laser usada por un pancho

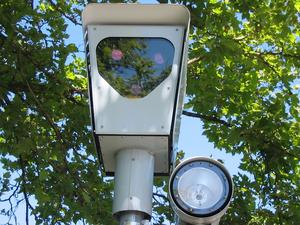
Radar de cámara de luz roja

El radar de tráfico o radar de velocidad es un radar que se utiliza entre otras aplicaciones para el control de la velocidad en el tráfico rodado. Está basado en el efecto Doppler aplicado a un haz de radar para medir la velocidad de los objetos a los que se dirige.
La mayoría de los radares de hoy en día operan en las bandas X, K, Ka, y Ku. Una alternativa reciente, el LIDAR, usa un pulso de luz de láser. El radar de tráfico fue inventado por Bryce K. Brown de Decatur Electronics en marzo de 1954 y se usó por vez primera en Chicago en abril de 1954.

## Radares de tráfico en España
En España la Dirección General de Tráfico (DGT) ha desplegado radares fijos y móviles a lo largo de todo el territorio nacional. A 2019 hay 2.041 radares en el territorio competencia de la DGT (Cataluña y Euskadi, con competencias transferidas en materia de tráfico aportan los restantes 443 radares que tienen en sus respectivos territorios). En total, en España hay 2.484 radares (de ellos, 928 son fijos, 1.457 son móviles y 99 son de tramo). Los radares competencia de la DGT son desde el 1 de marzo de 2008 gestionados desde su Centro de Tratamiento de Denuncias Automatizadas situado en Onzonilla (León).